# Ruth Arnon
Ruth Arnon (hébreu : רות ארנון), née Ruth Rosenberg le 1er juin 1933 à Tel Aviv, est une biochimiste israélienne. Elle est professeure Paul Ehrlich d'immunologie puis directrice de l'Institut Weizmann, où elle fait des recherches sur les vaccins contre le cancer et la grippe. Elle participe au développement du médicament Copaxone contre la sclérose en plaques.

## Biographie
Ruth Rosenberg est née à Tel Aviv le 1er juin 1933. Elle est la plus jeune des trois enfants de la famille. Elle fréquente le Herzliya Hebrew Gymnasium et sait dès l'âge de quinze ans qu'elle veut devenir chercheuse médicale. Elle étudie la chimie à l'Université hébraïque de Jérusalem avant de rejoindre le programme d'études universitaires Atuda des Forces de défense israéliennes. Ruth Arnon obtient son Master of science en 1955 et sert pendant deux ans comme officière dans l'armée israélienne. Elle épouse à ce moment-là Uriel Arnon, ingénieur au Technion à Haïfa. Ils ont deux enfants : Michal (né en 1957) et Yoram (né en 1961).

## Carrière scientifique
Ruth Arnon rejoint le Weizmann Institute of Science en 1957 tout en travaillant à son doctorat sous la direction de Michael Sela. Avec une autre doctorante, Devorah Teitelbaum, ils parviennent à synthétiser, pour la première fois en laboratoire, une substance qui éveille le système immunitaire de l'organisme, le premier antigène synthétique et peut combattre la sclérose en plaques. Près de trente ans de recherche et d'expérimentation plus tard, la Copaxone est mise sur le marché et devient un médicament majeur pour le traitement de la sclérose en plaques en réduisant considérablement la fréquence des poussées. La Copaxone est considéré comme l'un des grands succès de l'industrie pharmaceutique israélienne,,.
Ruth Arnon invente également un vaccin synthétique contre la grippe administré par voie nasale.
Elle est responsable du département d'immunologie (head of Chemical Immunology) de 1975 à 1978 puis vice-présidente de l'Institut Weizmann de 1988 à 1997.
Elle est également présidente du MacArthur Center for Molecular Biology of Tropical Diseases de 1958 à 1994, doyenne de la faculté de biologie de 1985 à 1988, vice-présidente de 1988 à 1993 et présidente de 1995 à 1997 de l'International Scientific Relations,.
Elle est membre d'un grand nombre d'associations scientifiques, notamment comme présidente de la Société israélienne de biochimie (1981–1983), présidente de la Fédération européenne des sociétés d'immunologie (1983–1986); secrétaire générale de l'Union internationale des sociétés d'immunologie (1989–1993)... etc.
Elle est la première femme présidente de l'Académie israélienne des sciences et lettres (210-2015)
Depuis 2001, elle est conseillère scientifique pour le Président d'Israël.
Ruth Arnon publie plus de quatre cents articles, chapitres et livres sur l'immunologie et la biochimie.

## Distinctions
- 1979 : Prix Robert Koch des sciences médicales (Allemagne)[7]
- 1986 : Jimenez Diaz Memorial prize (Espagne)[1]
- 1990 : Membre de l'Académie israélienne des sciences et lettres[1]
- 1994 :  Chevalière de la Légion d'honneur, France[3]
- 1991 : Hadassah Women of Distinction Award[1]
- 1998 :
  - Prix Wolf de médecine, conjointement avec Michael Sela[8]
  - Prix Rothschild[9]
- 2001 : Prix israélien de la recherche médicale[1]